# Nephrolepis davalliae
Nephrolepis davalliae är en spjutbräkenväxtart som beskrevs av Cornelis Rugier Willem Karel van Alderwerelt van Rosenburgh. Nephrolepis davalliae ingår i släktet Nephrolepis och familjen Nephrolepidaceae. Inga underarter finns listade.